# Ким Джиха
Ким Джиха или Ким Джи Ха (кор. 김지하?, 金芝河?), настоящее имя Ким Ёнъиль (кор. 김영일?, 金英一?; 4 февраля 1941, Мокпхо, Чолла-Намдо — 8 мая 2022, Вонджу, Канвондо) — корейский поэт, драматург и мыслитель. Псевдоним Ким Джиха предположительно происходит от 地下, «подпольный». Супруга — писательница Пак Гёнри. Считается первым современным южнокорейским поэтом, получившим широкое международное признание. Произведения переведены на английский, японский и другие языки.

## Биография
Родился в 1941 году в г. Мокпхо провинции Чолла-Намдо в семье киномеханика. Стихи начал писать уже в школе, публиковаться — в университетские годы во время учёбы на факультете искусств в Сеульском национальном университете. Принимал участие в Апрельской революции. За активную деятельность в студенческом движении неоднократно арестовывался властями.
Последствия военного переворота 1961 года, в результате которого к власти в стране пришёл диктатор Пак Чонхи, обострили антиправительственные настроения поэта. В 1970 году за поэму «Пять заговорщиков», острую сатиру на режим Пак Чонхи, он был вновь арестован. Постоянные репрессии и гонения поэта не сломили, он последовательно продолжал свою подпольную деятельность, постепенно выдвинувшись в число лидеров демократически настроенной оппозиции. Это в итоге привело к тому, что в 1974 году специальным решением президента страны за антиправительственные выступления он был приговорён к смертной казни, но всё-таки был помилован. 
После освобождения, впрочем, Ким Джиха, уличивший режим в применении пыток во время антикоммунистических репрессий по делу «Народно-революционной партии», вновь был арестован и приговорён на этот раз к пожизненному заключению за опубликованные сразу же после выхода из тюрьмы записки «Умерщвление плоти». В декабре 1980 года был освобождён, во многом благодаря активному вмешательству мировой общественности в лице Кэндзабуро Оэ, Жан-Поля Сартра, Синскэ Цуруми, Ли Хёсона и других видных деятелей культуры и искусства, которые голодовками, петициями, публикациями и другими доступными им средствами пытались всячески спасти опального поэта, проведшего в тюремном заключении в общей сложности порядка семи лет. За непреклонность и твёрдость убеждений Ким Джиха был награждён Премией Лотоса Ассоциации писателей стран Азии и Африки (1975) и рядом других международных общественных и литературных наград.
Начиная с 1980-х, Ким Джиха, продолжив сочинять стихи, обратился к публицистике и литературе социально-философского толка, а также стал использовать и во многом возрождать, придавая им новое звучание, традиционную «корейскую оперу» пхансори, устные жанры и театр масок. С ростом признания творчества, постепенно распространил свою деятельность далеко за пределы литературы на всё многообразие проблем и противоречий современного корейского общества.

## Творчество
Верлибр Ким Джиха, впитавший лучшее в корейском фольклоре, тяготеющий к гротеску и исполненный сарказма, по мнению Кэндзабуро Оэ, ставшего одним из активных популяризаторов его творчества за пределами Кореи, выстраивается вокруг своеобразной модели своего времени, ярко выраженной, в частности, в балладе «Чан Ир Там». Чан Ир Там, герой произведения, сын парии и проститутки, после побега из тюрьмы, куда угодил за воровство, приходит к созданию собственной религии, остов которой — тезис «Подошвы ног — небеса. Местожительство богов — бездна». Проповедуя свою религию маргиналам, Чан организует и возглавляет марш нищих на Сеул, обитель зла. Чан и его соратники терпят полное поражение — они обезглавлены, причём на основе реально существующих южнокорейских законов, введенных милитаристским режимом (о борьбе с коммунизмом и пр.), а сам Чан, идя на казнь, поёт гимн рису. Три дня спустя после казни голова его оживает и прирастает к телу, а песнь — вновь слышна по всей Корее. Сквозь ужас и отчаяние работ поэта просвечивает надежда на преодоление нечеловеческих условий, в которые были поставлены он сам и его современники. Эта надежда, в свою очередь, получает у католика Ким Джиха христианские обертоны. Это не только воскресение Чан Ир Тама, но и истолкование страданий Христа как метафоры мук, выпавших на долю корейского народа, как в пьесе «Иисус с золотой короной», где изгой-прокажённый встречает посаженного в тюрьму Христа, который обращается к больному с просьбой вызволить его оттуда; освобождённый Христос Ким Джиха через духовное родство с отбросами общества и помощь им отказывается от короны и обретает силу.